# 帕爾馬斯索科羅
帕爾馬斯索科羅是哥倫比亞的城鎮，位於該國東北部，由桑坦德省負責管轄，距離首府布卡拉曼加127公里，始建於1809年10月20日，面積64平方公里，海拔高度1,222米，2005年人口2,391。
6°24′26″N 73°17′18″W / 6.40722°N 73.2883°W